# Kabinett Kennedy

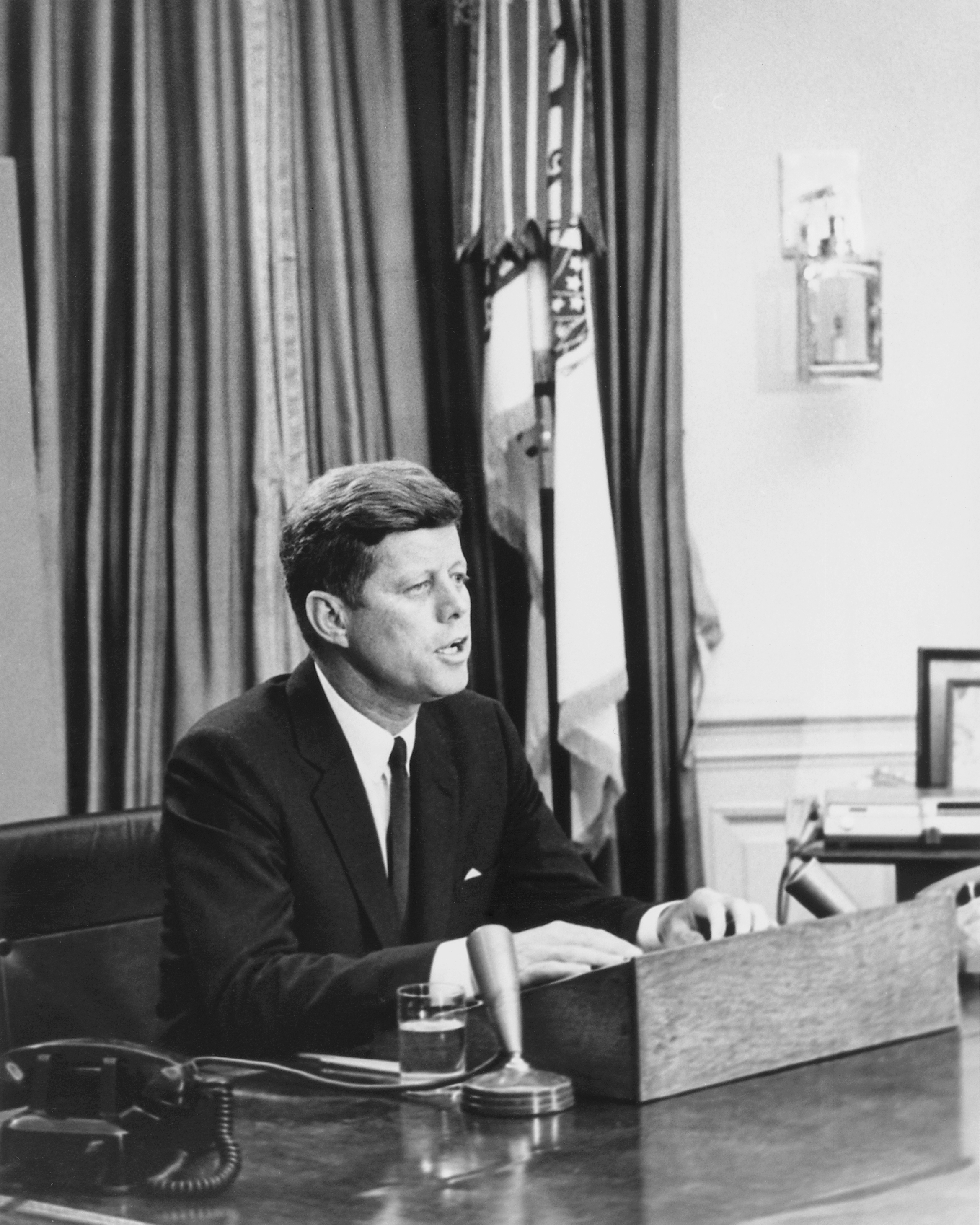
John F. Kennedy, 35. Präsident der Vereinigten Staaten

John F. Kennedy trat am 20. Januar 1961 das Amt des Präsidenten der Vereinigten Staaten an und war der erste Katholik, der in das höchste Staatsamt der USA gewählt wurde. Am 22. November 1963 wurde er in Dallas auf offener Straße erschossen. Der bisherige US-Vizepräsident Lyndon B. Johnson wurde qua US-Verfassung automatisch neuer US-Präsident. 
Eine Besonderheit von Kennedys Kabinett war, dass der Demokrat Kennedy mit Finanzminister C. Douglas Dillon und Verteidigungsminister Robert McNamara zwei Republikaner berief. Personelle Umbesetzungen blieben während seiner fast dreijährigen Präsidentschaft die Ausnahme.

## Mehrheit im Kongress
| Präsident                         | Präsident           | Kongress | Haus   | Haus    | Senat | Senat  | Gesamt | Gesamt             |
| --------------------------------- | ------------------- | -------- | ------ | ------- | ----- | ------ | ------ | ------------------ |
|                                   | John F. Kennedy (D) | 87.      |        | 264/435 |       | 64/100 |        | Unified government |
| 88.                               | John F. Kennedy (D) | 259/435  | 66/100 |         |       |        |        | Unified government |
| Quelle: Repräsentantenhaus, Senat |                     |          |        |         |       |        |        |                    |

## Das Kabinett
| Ressort / Amt                                                          | Amtsinhaber                | Partei | Partei           | Zeitraum  | Bild |
| ---------------------------------------------------------------------- | -------------------------- | ------ | ---------------- | --------- | ---- |
| Präsident der Vereinigten Staaten                                      | John Fitzgerald Kennedy    |        | Demokrat (D)     | 1961–1963 |      |
| Vizepräsident der Vereinigten Staaten                                  | Lyndon Baines Johnson      |        | D                | 1961–1963 |      |
| Ministerämter                                                          |                            |        |                  |           |      |
| Außenminister der Vereinigten Staaten                                  | David Dean Rusk            |        | D                | 1961–1963 |      |
| Finanzminister der Vereinigten Staaten                                 | Clarence Douglas Dillon    |        | Republikaner (R) | 1961–1963 |      |
| Verteidigungsminister der Vereinigten Staaten                          | Robert Strange McNamara    |        | R                | 1961–1963 |      |
| Justizminister der Vereinigten Staaten                                 | Robert Francis Kennedy     |        | D                | 1961–1963 |      |
| Postminister der Vereinigten Staaten                                   | James Edward Day           |        | D                | 1961–1963 |      |
| Postminister der Vereinigten Staaten                                   | John Austin Gronouski      |        | D                | 1963      |      |
| Innenminister der Vereinigten Staaten                                  | Stewart Lee Udall          |        | D                | 1961–1963 |      |
| Landwirtschaftsminister der Vereinigten Staaten                        | Orville Lothrop Freeman    |        | D                | 1961–1963 |      |
| Handelsminister der Vereinigten Staaten                                | Luther Hartwell Hodges     |        | D                | 1961–1963 |      |
| Arbeitsminister der Vereinigten Staaten                                | Arthur Joseph Goldberg     |        | D                | 1961–1962 |      |
| Arbeitsminister der Vereinigten Staaten                                | William Willard Wirtz      |        | D                | 1962–1963 |      |
| Gesundheits-, Bildungs- und Wohlfahrtsminister der Vereinigten Staaten | Abraham Alexander Ribicoff |        | D                | 1961–1962 |      |
| Gesundheits-, Bildungs- und Wohlfahrtsminister der Vereinigten Staaten | Anthony Joseph Celebrezze  |        | D                | 1962–1963 |      |
| Andere Mitglieder im Kabinettsrang                                     |                            |        |                  |           |      |
| Direktor des Office of Management and Budget                           | David E. Bell              |        | D                | 1961–1962 |      |
| Direktor des Office of Management and Budget                           | Kermit Gordon              |        | D                | 1962–1963 |      |